# Âm xát bên quặt lưỡi hữu thanh
Âm xát bên quặt lưỡi hữu thanh là một loại phụ âm. Ký hiệu đại diện cho âm này (⟨𝼅⟩) được hỗ trợ công khai trong bảng mở rộng (extIPA). Âm này có thể được phiên âm là một âm tiếp cận nổi ⟨ɭ˔⟩.

## Đặc điểm
Các đặc điểm của âm xát bên quặt lưỡi hữu thanh:
- Cách phát âm là xát, nghĩa là nó được tạo ra bằng cách ép dòng khí qua một khe hẹp ở vị trí phát âm.

Bản mẫu:Retroflex
- Đây là âm hữu thanh, nghĩa là dây thanh âm rung khi phát âm.
- Đây là phụ âm miệng, nghĩa là khí chỉ thoát ra nhờ đường miệng.

Bản mẫu:Lateral
- Đây là âm phổi, nghĩa là nó được tạo ra bởi khí chỉ do phổi và cơ hoành đẩy ra.

## Ví dụ
| Ngôn ngữ | Từ            | IPA           | Nghĩa         | Ghi chú |
| -------- | ------------- | ------------- | ------------- | ------- |
| Tiếng Ao | [ cần ví dụ ] | [ cần ví dụ ] | [ cần ví dụ ] |         |